# 希斯帕尼亚的马克西姆斯
马克西姆斯，是希斯帕尼亚（伊比利亚半岛，现代西班牙与葡萄牙）的罗马争位者（409-411）。他被将领格隆提乌斯（可能是他的父亲）立为皇帝。
君士坦丁三世与被他派往希斯帕尼亚的将军格隆提乌斯之间的关系在整个409年不断恶化。当君士坦丁派遣一支由其长子和继承人君士坦斯率领的军队前往希斯帕尼亚时，格隆提乌斯发动叛乱并在410年夏末拥立马克西穆斯称帝。 库利科夫斯基认为叛乱的原因是格隆提乌斯担心其在希斯帕尼亚诸行省的军事实权地位会被取代。 而J·F·德林克沃特则认为格隆提乌斯看到409年君士坦丁与霍诺留进行谈判后决定与当地狄奥多西家族的支持者们共进退。但直至410年夏，他都没有得到来自意大利的任何支持。此时格隆提乌斯既受到来自君士坦斯的威胁，又急需帝国权威来确认他对他的蛮族同盟军的安排。面对这些威胁，“格隆提乌斯最终被迫发起叛乱。”
马克西姆斯在一定程度上统治了希斯帕尼亚诸行省。库利科夫斯基指出“巴塞罗那的铸币厂以他的名义铸造了一些钱币，而且有证据表明该城的城墙在其统治期间进行过大规模建筑工程。”
在马克西姆斯统治的最初18个月里，格隆提乌斯的军队击败了君士坦丁的军队，在维埃纳杀死了其子君士坦斯并将君士坦丁本人围困在阿尔勒。随着两个争位者军队的损失，霍诺留派遣将领君士坦提乌斯进攻高卢。格隆提乌斯的士兵纷纷背叛他而投奔帝国军队，他只得逃回希斯帕尼亚，随后他剩下的部队也开始反对他，格隆提乌斯无奈自杀。
失去了主要支持者的马克西姆斯逃往至希斯帕尼亚的蛮族部落寻求庇护。
马克西姆斯余生的历史记载更加模糊不清，通常认为他即是在419年7月至421年2月间在希斯帕尼亚发起叛乱的第二个马克西姆斯。 据马塞利努斯记载，马克西姆斯和一个名叫约维尼安的人在约422年1月23日被带到罗马展示并处决。库利科夫斯基支持该说法，并解释称他是被伯爵阿斯特里乌斯击败抓获，阿斯特里乌斯也因该功绩而获得勋贵头衔。